# Дэцянь
Ши Дэця́нь (кит. 释德虔), мирское имя Ван Чанци́н (1939 — 23 августа 2008) — бывший шаолиньский послушник, знаток китайской традиционной медицины, хранитель летописной традиции архива монастыря Шаолинь и практических основ шаолиньского учения.

## Биография
Ван Чанцин родился в уезде Дэнфэн провинции Хэнань, в небольшой деревне Ваншанцунь волости Дацзинчжань. В детстве его звали Ван Шэнинь, взрослое имя — Чанцин. Также был известен под традиционным для китайцев именем Шаошишань жэнь («человек с горы Шаоши»).
В Шаолиньский монастырь пришел в шестилетнем возрасте и оставался в обители до 18 лет. Стал ближайшим учеником преподобного Ши Суси (1924—2006). Также обучался у знаменитых патриархов Шаолиньской традиции, настоятелей Ши Чжэньцзюня, Ши Дэчаня (1907—1993). У настоятеля Ши Дэчаня Дэцянь обучался шаолиньскому медицинскому искусству и был назван в числе немногих прямых носителей традиции шаолиньской медицины.
В 1959 году Ши Дэцянь поступил в школу традиционной китайской медицины в Нинся. C последнего курса в качестве доктора Ши Дэцянь был направлен в 14-ю армейскую группировку[что?] 2-го городского подразделения[что?] в Синьцзян-Уйгурском автономном районе.
В 1969 году, во время «Великой пролетарской культурной революции», в разгар борьбы хунвэйбинов и цзаофаней с «феодальными пережитками», в том числе и с шаолиньскими монахами, Ши Дэцянь был сослан в горный уезд Инин, где занимался врачеванием и преподаванием. В течение 20-ти лет он вел образ жизни бродячего лекаря и наставника. Пациентами Ши Дэцяня становились люди многих национальностей: китайцы, уйгуры, казахи, таджики, монголы. За своё мастерство, удивительное упорство и способность жить в сложнейших условиях предгорий и бесплодных долин, от местных жителей он получил прозвище «горный ястреб» и до сих пор в этих районах Синьцзяна можно услышать истории об этом человеке.
В 1980 году Ши Дэцянь вернулся в Шаолиньский монастырь, где после разрушительной для китайской традиции Культурной революции начал грандиозную работу по восстановлению шаолиньских архивов. В Шаолине Ши Дэцянь в течение более чем десяти лет возглавлял группу по восстановлению шаолиньских архивов, в том числе монастырских хроник, проповедей великих наставников, трактатов по боевым искусствам и медитации. Он много странствовал в тот период по школам ушу в провинциях Цзянси, Шаньдун, Цзянсу, Гуандун, в Автономном районе Внутренняя Монголия, куда переселились многие бывшие шаолиньские наставники или где сохранились трактаты по боевым искусствам, методам медитации и врачеванию.
В 1992 году он покинул монастырь и возглавил коммерческую фирму «Международный Китайский Институт ушу Шаолиньского монастыря». Примерно в то же время он женился и обзавёлся двухэтажным домом в Дэнфэне, в 13 километрах от Шаолиня.
С 1992 года Ши Дэцянь — вице-президент Хэнаньской провинциальной ассоциации ушу, президент высшей комиссии советников Международной Федерации шаолиньского кунфу.
В 1992 году Ши Дэцянь вместе с Ши Голинем и Ши Яньмином принимал участие в демонстрационном туре шаолиньского боевого искусства в США.
В 1993 году Ши Дэцянь встретился с российскими адептами шаолиньского ушу. В результате сотрудничества с Ши Дэцянем в России была создана Федерация Шаолиньских боевых искусств (ФШБИ), которую возглавил ученик Ши Дэцяня Алексей Александрович Маслов (в наст. время, профессор, доктор исторических наук).
В феврале 1998 году по приглашению руководства ФШБИ Ши Дэцянь впервые посетил Россию.

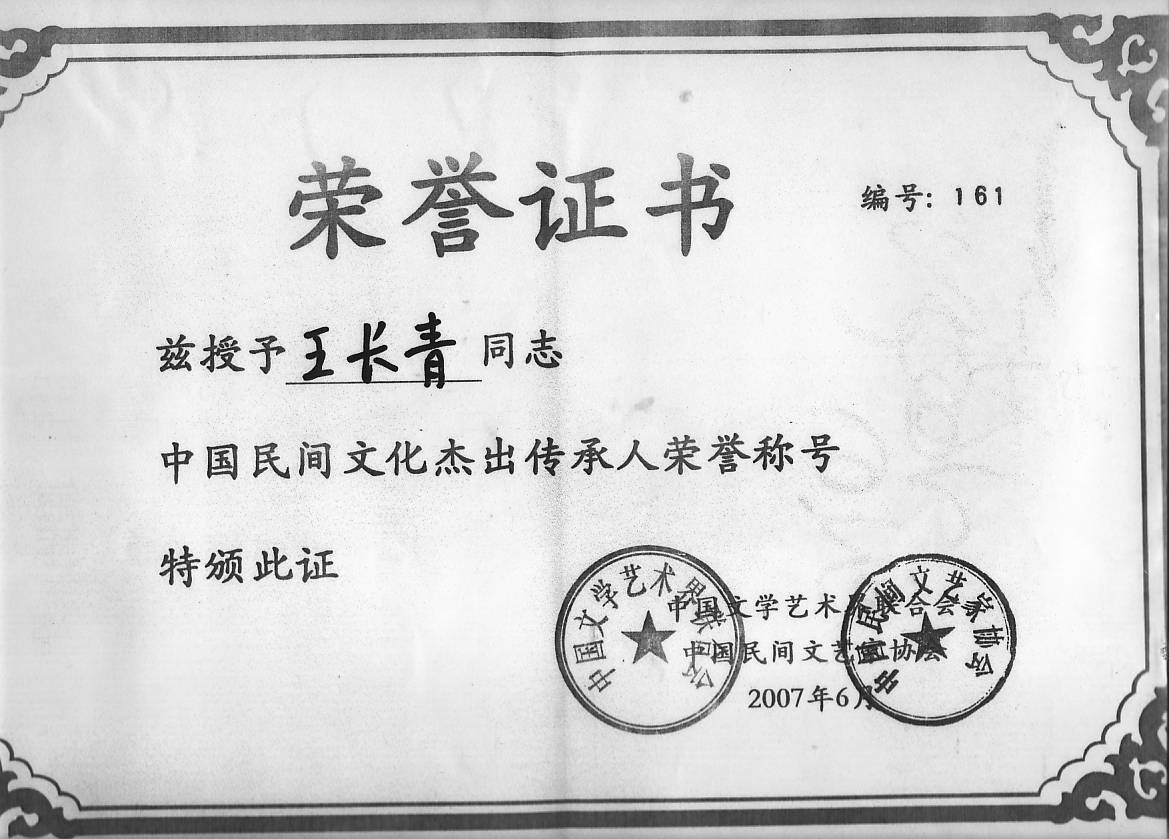
Диплом Ши Дэцяня

В 2007 году первый канал Центрального китайского телевидения (CCTV 1) показал по центральному телевидению двухсерийный документальный фильм «Тайное писание Шаолиня» из популярной серии «Путешествия за открытиями». Фильм посвящён тайнам происхождения, практике и современным научным исследованиям «Ицзиньцзина» — «Канона изменения в мышцах». Для участия в фильме были приглашены многие известные ученые в области медицины, истории, физиологии. Ши Дэцянь фактически был признан единственным консультантом как носитель истинной традиции практики «Ицзиньцзин» среди практикующих мастеров.
Ши Дэцянь опубликовал более двухсот книг, посвящённых различным аспектам Шаолиньского ушу.
Ши Дэцянь принимал участие в создании 13-ти художественных и телевизионных фильмах, таких как «Чжунхуа ушу», «Шаолинь сюнфэн» («Героический дух Шаолиня»), «Шаолинь нюйхэшан» («Шаолиньские монашенки-бойцы»).
Ши Дэцянь дважды приезжал в Россию, проводил семинары и открытые лекции по истории и практике буддизма в Москве и Санкт-Петербурге. В России имеются его официальные ученики (С. Н. Кузнецов, А. А. Маслов, Ю. В. Момотов, Е. В. Чертовских)
Ши Дэцянь распорядился не помещать свою фотографию на могиле, считая что «люди должны помнить не облик, а образ учителя и дела его».